# Тадија Тадић
Тадија Тадић (Београд, 22. април 1999) српски је кошаркаш. Игра на позицији плејмејкера, а тренутно наступа за Златибор.

## Биографија
Тадић је играо у млађим категоријама Земуна, а касније је прешао у Партизан. Први професионални уговор са Партизаном је потписао 6. септембра 2017. Дебитовао је за први тим Партизана у сезони 2017/18. У овој сезони је освојио и свој први трофеј са црно-белима — Куп Радивоја Кораћа 2018.
У септембру 2018. је прослеђен на позајмицу у Младост из Земуна. Након завршетка сезоне у Кошаркашкој лиги Србије, Тадић је априла 2019. позајмљен Слободи из Ужица пред почетак такмичења у Суперлиги Србије. У екипи Слободе је остао до краја такмичарске 2020/21. након чега је потписао за Златибор из Чајетине.
Са репрезентацијом Србије до 18 година је освојио златну медаљу на Европском првенству 2017. године.

## Успеси

### Клупски
- Партизан:
  - Куп Радивоја Кораћа (1): 2018.
- Златибор:
  - Друга Јадранска лига (1): 2021/22.

### Репрезентативни
- Европско првенство до 18 година:  2017.